# Antonio D'Atena
Antonio D'Atena (Roma, 21 novembre 1942) è un giurista italiano, membro fondatore dell'Associazione Italiana dei Costituzionalisti e presidente della Commissione di garanzia dell'attuazione della legge sullo sciopero nei servizi pubblici essenziali dal 1992 al 1996.

## Biografia
Allievo di Vezio Crisafulli e di Aldo M. Sandulli, è ora professore emerito presso la facoltà di giurisprudenza dell'Università degli studi di Roma Tor Vergata, dove ha insegnato, per un trentennio, diritto costituzionale e diritto regionale. È, inoltre, docente presso la Libera università internazionale degli studi sociali Guido Carli (Luiss) di Roma dal 1999. Dal 2012 al 2015 è stato Presidente dell’Associazione italiana dei Costituzionalisti (AIC).Dal 1º gennaio 2003 al 31 maggio 2010 è stato Direttore dell'Istituto di Studi sui Sistemi Regionali Federali e sulle Autonomie "Massimo Severo Giannini"..
Ha dedicato gran parte della sua produzione scientifica alle problematiche del federalismo e del regionalismo, seguendo l’evoluzione dell’esperienza regionale italiana ed i processi di riforma da cui essa è stata interessata.

## Opere
Bibliografia parziale
- La pubblicazione delle fonti normative, Introduzione storica e profili generali, Padova 1974
- L'autonomia legislativa delle Regioni, Roma 1974
- Le Regioni italiane e la Comunità Economica Europea, Milano 1981
- Costituzione e Regioni. Studi, Milano 1991
- L'Italia verso il “federalismo”. Taccuini di viaggio, Milano 2001
- Lezioni di diritto costituzionale, III edizione, Torino, Torino 2012
- Le Regioni dopo il Big Bang. Il viaggio continua, Milano 2005
- Costituzionalismo multilivello e dinamiche istituzionali, Torino 2007
- Approfondimenti di diritto costituzionale, Torino 2012
- Diritto regionale, V ed. Torino 2022
- Tra autonomia e neocentralismo. Verso una nuova stagione del regionalismo italiano?, Torino 2016